# فرودگاه وینل
فرودگاه وینل (به انگلیسی: Venell Airport)  یک فرودگاه خصوصی باربری  است که یک باند فرود آسفالت دارد و طول باند آن ۷۱۶ متر است. این فرودگاه در  کشور ایالات متحده آمریکا قرار دارد و در ارتفاع ۷۴ متری از سطح دریا واقع شده است.